# New York Daily News
New York Daily News este un ziar american, fondat în anul 1919. New York Daily News a fost deținut de trustul de presă Tribune Company până în 1991 când a fost vândut publisherului britanic Robert Maxwell, iar din anul 1993 este deținut de Mortimer Zuckerman și Fred Drasner.
Ziarul a primit 10 premii Pulitzer până în prezent și are un tiraj de aproximativ 703.000 de exemplare zilnic.

## Legături externe
- www.nydailynews.com - Sit web oficial